# Karl Christoph von Schmettau
Reichsgraf Karl Christoph von Schmettau (* 8. Juni 1696 in Berlin; † 27. Oktober 1775 in Brandenburg) war ein preußischer Generalleutnant, Ritter des Schwarzen Adlerordens, Gouverneur der Festung Peitz und Amtshauptmann von Ziesar.

## Leben

### Herkunft
Der Vater Samuel von Schmettau (* 14. November 1657; † 23. August 1709) war königlich-preußischer Amtskammerrat der Botschaft in London. Seine Mutter Marie de la Fontaine (* 12. Januar 1660; † 5. September 1732) stammte aus einer Hugenottenfamilie. Er war der Bruder des Generalfeldmarschalls Samuel von Schmettau.

### Militärlaufbahn
Im Jahr 1708 wurde er Kornett eines Kürassierregiments in dänischen Diensten, dessen Chef sein Onkel Friedrich Wilhelm von Schmettau (1663–1735) war. Während des Spanischen Erbfolgekrieges ging das Regiment in holländischen Sold und kämpfte im Herzogtum Brabant gegen die Franzosen. So kämpft er 1709 auch in der Schlacht bei Malplaquet. Bis zum Ende des Krieges wurde er zum Leutnant befördert. Danach war er im Rahmen des Pommernfeldzuges von 1715/1716 Teilnehmer an den Belagerungen von Wismar und Stralsund. Anschließend ging sein Onkel allerdings in Pension und ohne dessen Unterstützung sah Schmettau keine Zukunft in der dänischen Armee. Sein Bruder Samuel kämpfte 1717 in Ungarn gegen die Türken, und so kam auch Schmettau als Rittmeister zur kaiserlichen Armee.
Er war Freiwilliger im Gefolge des Herzogs von Braunschweig-Bevern und kämpfte so 1717 bei der Belagerung von Belgrad. Nach dem Frieden von 1718 erhielt er mit einer Empfehlung des Prinzen Eugen für kaiserliche Dienste. Inzwischen versuchten die Spanier Sizilien zu erobern. Sein Bruder wurde Generalquartiermeister einer 18.000 Mann starken Armee, die nach Sizilien geschickt wurde, um die Spanier zu vertreiben. Für den jungen Schmettau blieb zunächst nichts. Er ging auf Empfehlung des Grafen Flemming in sächsische Dienste, um eine Kompanie im Regiment des Kronprinzen zu übernehmen. Als sich das in die Länge zog, übernahm er im März 1719 eine Kompanie in einem Ansbacher Regiment, das in kaiserlichen Diensten stand. So wechselte er von sächsischen in kaiserliche Dienste nach Sizilien. Er übernahm das Regiment in Milazzo und führte es in die Schlacht bei Francavilla, von dort weiter zur Belagerung von Messina bis zur Belagerung von Palermo. Nach der Kapitulation und dem Abzug der Spanier blieb die Armee noch sechs Wochen. Danach kehrte Schmettau mit Empfehlungsschreiben des Prinzen von Württemberg nach Wien zurück. Dort wurde er als Oberstleutnant Generalquartiermeister-Leutnant in Stab des Prinzen Eugen. 1733 bis 1735 nahm er dann an dem Feldzug am Rhein teil, danach am Russisch-Österreichischer Türkenkrieg (1736–1739).
Im Jahr 1741 wechselte er als Oberst in preußische Dienste und wurde Flügeladjutant. 1745 wurde er zum Generalmajor und Generalquartiermeister befördert, dazu erhielt er eine Gehaltserhöhung. Nach der Schlacht bei Hohenfriedberg wollte er das Dragonerregiment „Bayreuth“ als besonders mutig erwähnt haben, aber der Generalleutnant Geßler brachte Beweise, dass dem nicht so war.
Am 11. Februar 1746 wurde Schmettau zum Amtshauptmann von Ziesar ernannt. Im Mai 1755 erhielt er von König Friedrich II. den Schwarzen Adlerorden und die Beförderung zum Generalleutnant. Außerdem wurde er Gouverneur der Festung Peitz. Im Siebenjährigen Krieg kämpfte er bei der Belagerung von Prag, und im Juni 1757 deckte er den Rückzug der Preußen. Im Jahr 1758 wurde er zum Gouverneur von Dresden ernannt. Die Österreicher berannten die Stadt mehrfach vergeblich. Aber im August 1759 wurde sie wieder belagert. Er hatte jedoch nur eine kleine Besatzung zur Verfügung und Entsatz war nicht zu erwarten. Am 5. September 1759 übergab er die Stadt. Er und seine Leute erhielten freien Abzug mit allen Ehren und Gepäck. Dennoch erhielt er kurz darauf seine Entlassung, was offiziell aber nicht mit der Kapitulation zusammenhing.

### Familie
Schmettau heiratete am 19. Dezember 1740 Maria Katharina Emerentia von Corrado (1719–1771), eine Tochter des kaiserlich königlichen Generalmajors und Gouverneurs von Porto Ercole Freiherr Paul Nikolaus von Corrado. Er hatte mit ihr Söhne und Töchter:
- Friedrich (* 23. November 1741; † 18. Juni 1818) ⚭ Henriette Louise Christiana Marie (* 10. April 1765; † 8. Juni 1818), Tochter von Valentin Friedrich von Rüchel; Friedrich war zuerst Zögling an der Ritterakademie Brandenburg, zuletzt Hauptmann; (zweites Sterbedatum † 22. März 1807 Potsdam)[3]
- Wilhelm Karl (1743–1743)
- Albertine (* 21. Februar 1744; † 3. Dezember 1802) ⚭ 1774 Leopold Leberecht von Schlegel auf Zehringen (* 9. Oktober 1742; † 15. Januar 1784)
- Maria Karoline (* 12. März 1745; † 5. Mai 1795) ⚭ Heinrich Albrecht von Doeberitz (1738–1811), Generalmajor
- August Wilhelm (* 4. März 1748; † 2. April 1749)
- Antonie (* 9. November 1746; † 22. Februar 1749)